# Peter Mansfield
Sir Peter Mansfield, (9. listopada 1933. – 8. veljače 2017.), je britanski fizičar koji je 2003.g. dobio Nobelovu nagradu za fiziologiju ili medicinu za svoja otkrića vezana uz magnetsku rezonanciju (MR). Nobelovu nagradu je podijelio Paul Lauterburom koji je također pridonio razvoju MR.

## Vanjske poveznice
- Nobelova nagrada - autobiografija (engl.)